# Lucius Tarquinius Priscus
Tarquinius Priscus (etruszk néven: LUCUMO), (a hagyomány szerint élt Kr. e. 659 körül – Kr. e. 579, uralkodott Kr. e. 616 – Kr. e. 579) volt az ókori Róma első etruszk királya, noha valójában félig korinthoszi görög származású volt. Mivel "félvér" származása miatt Etruriában nem várt rá fényes jövő, így a vegyes népségű Rómába ment. A Rómába vezető úton egy sasmadár elragadta fejéről a kalapot, majd visszatette. Ezt úgy értelmezték, hogy maga Iuppiter isten tette őt meg királynak.
Tarquinius Priscus idején épült meg a Cloaca Maxima, mely lecsapolta a Róma hét dombját övező mocsarakat, s ezen a területen építették meg később a Forum Romanumot.
Tarquinius Priscus és felesége, Tanaquil örökbe fogadták Servius Tulliust, később saját leányukat adták hozzá feleségül.